# هوارد سيمونز
هوارد سيمونز (بالإنجليزية: Howard Simons)‏ هو صحفي أمريكي، ولد في 3 يونيو 1929 في نيويورك في الولايات المتحدة، وتوفي في 13 يونيو 1989 بسبب سرطان البنكرياس.